# Roman Auderski
Roman Auderski (ur. 22 czerwca 1902 w Odessie) – polski pisarz, tłumacz literatury rosyjskojęzycznej, z zawodu ekonomista.
Studiował na warszawskiej Wyższej Szkole Handlowej. W roku 1939 brał udział w kampanii wrześniowej. Zadebiutował w roku 1949 tłumaczeniami z języka rosyjskiego. Tłumaczył dzieła Auezowa, Gryn-Gryniewskiego oraz Gonczarowa.